# 스톰지
스톰지(Stormzy, 1993년 7월 26일 ~ )는 잉글랜드의 래퍼이다.

## 음반 목록
- Gang Signs & Prayer (2017)
- Heavy Is the Head (2019)
- This Is What I Mean (2022)